# Soudan (Loara Atlantycka)
Soudan – miejscowość i gmina we Francji, w regionie Kraj Loary, w departamencie Loara Atlantycka.
Według danych na rok 2010 gminę zamieszkiwało 2013 osób, a gęstość zaludnienia wynosiła 36 osób/km².